# Onosma khyberianum
Onosma khyberianum är en strävbladig växtart som beskrevs av Ivan Murray Johnston. Onosma khyberianum ingår i släktet Onosma och familjen strävbladiga växter. Inga underarter finns listade i Catalogue of Life.